# A Fővárosi Állat- és Növénykert Kissziklája
A Nagysziklája a budapesti Fővárosi Állat- és Növénykert egyik mesterségesen kialakított létesítménye.

## Története
A Kisszikla 1909–1912 között épült Benke Gyula szobrász és Végh Gyula mérnök tervei alapján Urs Eggenschwyler ötlete nyomán. A vasbeton gerendák által tartott cementbeton szerkezet gránitsziklákat és gneisztáblákat utánoz, legmagasabb pontja a 22 méteres magasságot is eléri a sétányok szintjétől mérve. Kialakításában a Magyar Királyi Földtani Intézet munkatársai is részt vettek, mintája egy skandináv gránitszikla volt.  Célja az Állatkert tagolása volt, illetve az állatok ketrecek helyetti természetes elválasztása (sziklák, száraz és vizes árkok segítségével) volt. 
Az 1998–1999 közti felújítása óta a szikla tetején látogatói útvonal vezet keresztül, és nemrég a jegesmedvék kifutójára néző terasz is megnyílt.
A Kisszikla északi oldalán jelenleg a jegesmedvék és oroszlánfókák úgynevezett Sarki Panorámája látható, a többi részen pedig hóbaglyok, pápaszemes pingvinek, borjúfókák, koronás darvak és fakó keselyűk osztoznak – ez utóbbiak röpdéjébe a bátrabb látogatók bemerészkedhetnek, és egy függőhídon keresztül a Nagy-tavat átszelve egészen a Kós Madárházig eljuthatnak. A Kisszikla déli oldalában áll a Norvég Ház.
Belsejében étterem, rendezvénytermek, Barlang-mozi és állattartó helyek vannak.